# Live & Rarities
Live & Rarities è una raccolta di brani di Rino Gaetano edita nel 2009.
Sulla copertina del disco il titolo della canzone Al compleanno della zia Rosina è riportato, in modo erroneo, come Al compleanno della zia Rosita, mentre Berta filava è trascritta come E Berta filava.

## Tracce

### CD1: Inediti in studio
1. Donde esta el grano (Inedito) 3.12
2. Ay Maria (Versione spagnola di Ahi Maria) 4.56
3. Ping pong (Demo tratto dalle session di E io ci sto) 4.43
4. Quando il blues arrivò da me (Duetto inedito con Anna Oxa) 3.48
5. Gina (Versione inglese inedita di Gianna) 3.33
6. Ufo a ufo (Inedito - Tratto dalle session di E io ci sto) 1.45
7. La ballata di Renzo (Inedito tratto da una lacca di proprietà della famiglia Gaetano) 3.10
8. Al bar dello sport (ovvero sogghigni e sesso) (con Maria Monti) 5.04
9. Maestra del amor (Versione spagnola di Resta vile maschio dove vai?) 4.24
10. I miei sogni d'anarchia (Demo casalingo inedito) 3.56

### CD2: Dal vivo con i Crash a San Cassiano (Lecce), luglio 1977
1. Intro/Mio fratello è figlio unico (Live) 3.25
2. Escluso il cane (Live) 4.16
3. Spendi spandi effendi (Live) 2.32
4. Al compleanno della zia Rosina (Live) 4.52
5. Berta filava (Live) 4.13
6. Aida (Live) 4.38
7. La zappa, il tridente, il rastrello, la forca, l'aratro, il falcetto, il crivello, la vanga (Live) 2.23
8. Ma il cielo è sempre più blu (Live) 6.13
9. Sfiorivano le viole (Live) 4.39
10. I Crash: Marziani noi 3.46
11. A mano a mano (Live) (con Riccardo Cocciante e New Perigeo) 3.33
12. Il dritto di Chicago (Live) 2.26
13. Spendi spandi effendi (Live - Da Auditorio A) 3.43
14. Imagine (Live) (con Riccardo Cocciante e Giovanni Tommaso) 4.21